# Ethylenoxid
Ethylenoxid (též oxiran, sumární vzorec C2H4O) je organická sloučenina s trojčlennou heterocyklickou strukturou, která v cyklu obsahuje atom kyslíku. Je to nejjednodušší epoxid a má rozsáhlé využití v průmyslu. Vzhledem ke svým nebezpečným vlastnostem představuje problém v případě kontaminace potravin.

## Vlastnosti
Za běžných podmínek bezbarvý hořlavý plyn příjemné sladké vůně, teplota varu 10,7 °C (bezbarvá kapalina), teplota tání −113 °C. Vlivem velkého pnutí v trojčlenném cyklu velmi reaktivní látka, dobře rozpustná ve vodě i v organických rozpouštědlech.

## Použití
Vzniká jako meziprodukt při výrobě nemrznoucích směsí, lepidel, rozpouštědel, léčiv, plastů a textilu. Ve směsi s plynným dusíkem nebo oxidem uhličitým se užívá ke sterilizaci potravin nebo lékařského vybavení (injekční stříkačky, nástroje, obvazy atd.). Používá se také jako součást paliva v raketách. Při hydrolýze ethylenoxidu vodou nebo zředěnou kyselinou sírovou vzniká ethylenglykol.
Oxiran má, stejně jako jiné jednoduché ethery, schopnost snadno přejít od deflagrace v detonaci. Proto exploze jeho par bývají velmi ničivé. Tohoto je využíváno v palivo-vzdušných zbraních (FAE).

## Rizika pro zdraví
Ethylenoxid je velmi toxická látka. Mezinárodní agentura pro výzkum rakoviny ho řadí mezi prokázané karcinogeny pro člověka. Evropská agentura pro chemické látky klasifikuje ethylenoxid jako mutagen.
Způsobuje podráždění nosu a dýchacích cest a může vést k bolesti hlavy, zvracení, únavě atd. Chronické působení vyvolává poškození mozku, snižuje citlivost prstů, narušuje koordinace pohybů, způsobuje poškození jater a ledvin.

### Kontaminace mléčných desertů Kunín Pohár
V červenci 2021 informovala Státní veterinární správa, že firma Lactalis CZ z českého trhu stahuje 385 tisíc mléčných dezertů Kunín Pohár kvůli obsahu zakázaného pesticidu etylenoxidu. 
Podle veterinární správy došlo ke kontaminaci jedné z přídatných látek, o které byly české úřady informovány prostřednictvím evropského systému rychlého varování RASFF.

### Stažení rybích filetů Hamé
V srpnu 2021 Státní veterinární správa nařídila  stažení více než 14 tisíc konzerv filetů ze sleďů v tomatové omáčce značky Hamé z trhu vzhledem k obsahu ethylenoxidu ve směsi použitých aditiv obsahujících nevyhovující přídatnou látku karubin (E 410) s obsahem etylenoxidu. Informace o zdravotně závadném výrobku získala veterinární správa prostřednictvím evropského  systému rychlého varování RASFF a od příjemce zásilky Orkla Foods Česko a Slovensko.